# Anne-Laure Mignerey
Anne-Laure Mignerey, née le 16 juillet 1973 à Ambilly, est une ancienne biathlète et fondeuse française. 

## Biographie

### Débuts en ski de fond
Elle commence sa carrière en tant que fondeuse et participe à la Coupe du monde pour la première fois en décembre 1996 à Davos. Elle inscrit ses premiers points (trente premières) un an plus tard à Milan (16e). 
Elle a pris part aux Jeux olympiques de 1998 à Nagano, se classant 64e du 5 km classique et 11e du relais et aux Championnats du monde de ski nordique 1997, obtenant comme meilleur résultat une 37e place au 15 km libre. 
En parallèle, elle court de nombreuses courses marathon, remportant en 2004 la Transjurassienne.

### Transition vers le biathlon
Elle fait ses débuts en Coupe du monde de biathlon en janvier 2005 à Anterselva (22e), avant d'obtenir le mois suivant son unique podium dans un relais à San Sicario. Dans ce sport, elle compte une participation aux Championnats du monde en 2005, avec comme meilleur résultat une 4e place sur le relais féminin.

### Retour au ski de fond
Elle fait son retour en Coupe du monde de ski de fond en 2006, sans obtenir de résultat majeur avant de prendre sa retraite sportive.

## Palmarès en biathlon

### Coupe du monde
- Meilleur classement général : 66e en 2005.
- 1 podium en relais : 1 deuxième place.
- Meilleur résultat individuel : 22e.

### Championnats du monde
- Khanty-Mansiïsk 2005 : 33e du sprint, 45e de la poursuite, 4e du relais, 5e du relais mixte.

## Palmarès en ski de fond

### Jeux olympiques
- Nagano 1998 : 64e du 5 km et 11e du relais.

### Coupe du monde
- Meilleur classement général : 56e en 1998.
- Meilleur résultat individuel : 16e.